# Etha nigra
Etha nigra är en stekelart som beskrevs av Jonathan 2000. Etha nigra ingår i släktet Etha och familjen brokparasitsteklar. Inga underarter finns listade i Catalogue of Life.